# Gare de Modane
Gare de Modane vasútállomás Franciaországban, Modane településen.

## Vasútvonalak
Az állomást az alábbi vasútvonalak érintik:
- Culoz–Modane-vasútvonal
- Torino–Modane-vasútvonal

## Kapcsolódó állomások
A vasútállomáshoz az alábbi állomások vannak a legközelebb:
- Gare de Saint-Michel - Valloire
- Stazione di Bardonecchia (Stazione di Torino Porta Nuova)